# Михај Витеазу (Ботошани)
Михај Витеазу (рум. Mihai Viteazu) насеље је у Румунији у округу Ботошани у општини Унгурени. Oпштина се налази на надморској висини од 200 m.

## Становништво
Према подацима из 2002. године у насељу је живело 505 становника, од којих су сви румунске националности.